# كينغسلي برايس
كينغسلي برايس (بالإنجليزية: Kingsley Bryce)‏ هو لاعب كرة قدم أمريكي، ولد في 16 أبريل 1993 في بلينو في الولايات المتحدة. لعب مع شيكاغو فاير ونادي سانت لويس.

## وصلات خارجية
- كينغسلي برايس على موقع الدوري الأمريكي (الإنجليزية)
- كينغسلي برايس على موقع قاعدة بيانات كرة القدم.إي يو (الإنجليزية)
- كينغسلي برايس على موقع AS.com (الإسبانية)